# 木之下站
木之下站（日语：／ Kinoshita eki */?）是位於日本長野縣上伊那郡箕輪町，屬於東海旅客鐵道（JR東海）飯田線的鐵路車站。

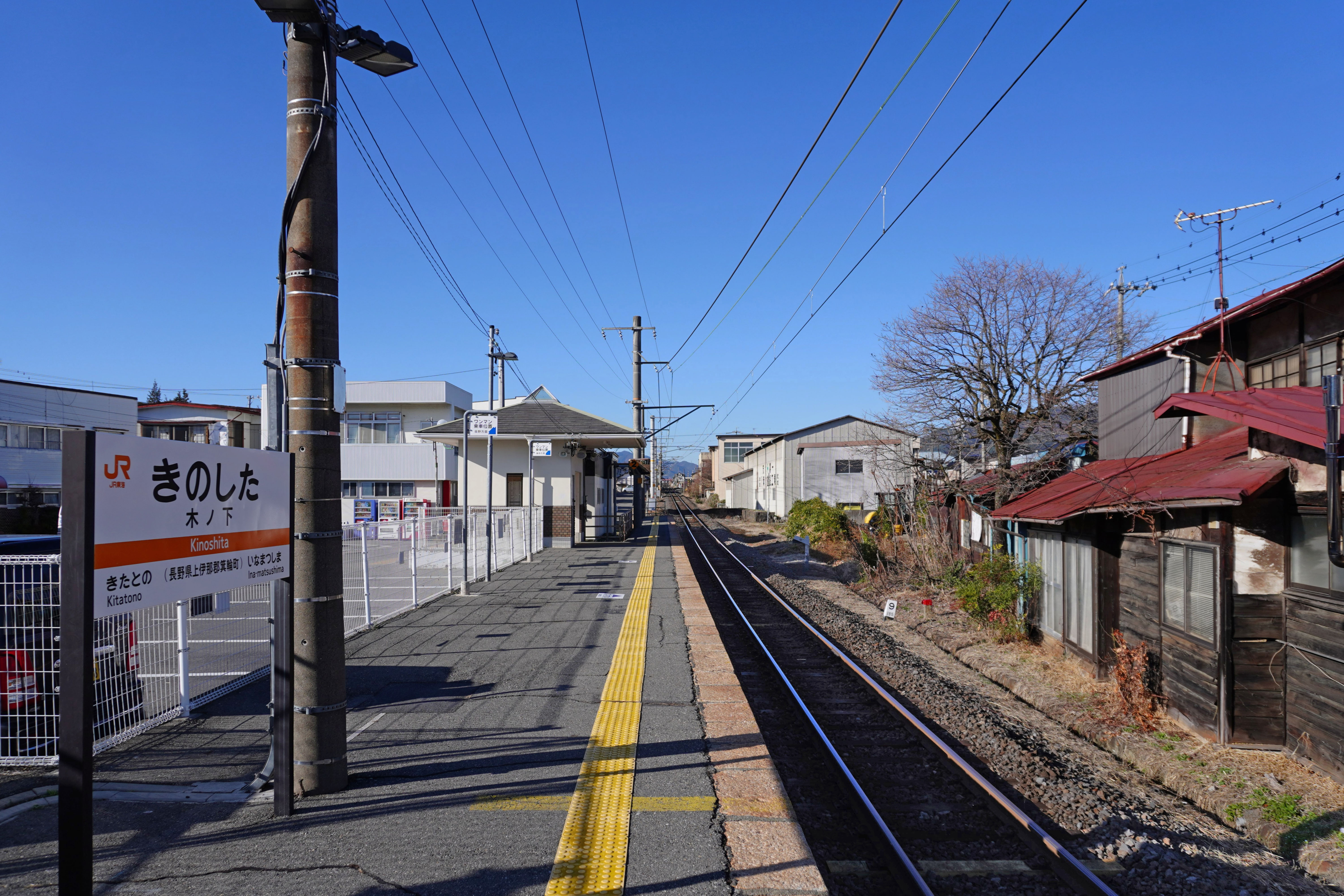
月台(2023年3月)

## 車站構造
本站為單式月台1面1線的地面車站，無法進行列車交會。本站是由伊那市站管理的無人站，並設有小型候車室。

## 車站周邊
此站附近有一棵由南宮神社種植的大樹。
- 南宮神社
- 國道153號
- 天龍川
- 長野縣箕輪進修高等學校

## 历史
- 1911年（明治44年）2月22日 - 伊那電車軌道（1919年改名為伊那電氣鐵道）松島（現在的伊那松島）至木之下之間延伸開業，新設木之下站（終點站）。
- 1911年（明治44年）11月3日 - 伊那電車軌道延長路線至田畑停車站（現在的田畑站），經御園停車站（現已停用）變為中途站。
- 1943年（昭和18年）8月1日 - 伊那電氣鐵道線國有化，成為國鐵飯田線車站。
- 1971年（昭和46年）4月1日 - 行李與貨物起卸服務停止，只設旅客服務。
- 1987年（昭和62年）4月1日 - 因國鐵分割民營化，本站成為東海旅客鐵道的車站，變成無人站。
- 1997年（平成9年）2月1日 - 站舍停用、新建候車室。

## 相鄰車站
東海旅客鐵道
 飯田線
■快速（「水篶」以外的快速為通過）、■普通
北殿－木之下－伊那松島